# Bột mì

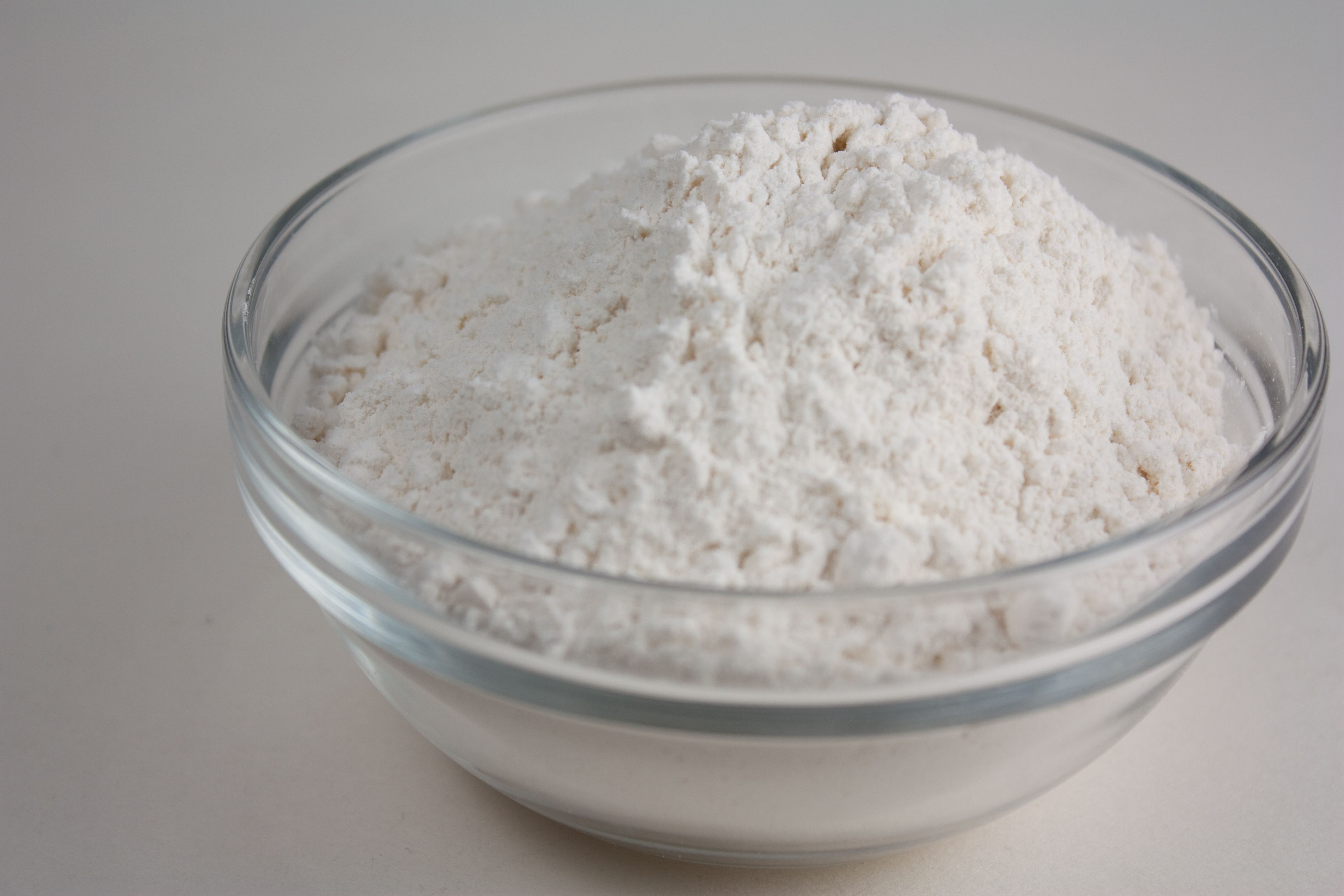
Bột mì đa dụng

Bột mì  là một loại bột thực vật được làm bằng cách nghiền ngũ cốc thô, rễ, đậu, quả hạch hoặc hạt giống và được sử dụng để làm nhiều loại thực phẩm khác nhau. Bột ngũ cốc là thành phần chính của bánh mì, là thực phẩm chính cho hầu hết các nền văn hóa.
Bột mì là một trong những nguyên liệu quan trọng nhất trong các nền văn hóa Đại Dương, Châu Âu, Nam Mỹ, Bắc Mỹ, Trung Đông, Bắc Ấn Độ và Bắc Phi và là thành phần xác định trong phong cách bánh mì và bánh ngọt của họ. Lúa mì là nguyên liệu phổ biến nhất làm bột mì. Bột ngô đã rất quan trọng trong ẩm thực Trung Bộ châu Mỹ từ thời cổ đại và vẫn là một mặt hàng chủ lực ở châu Mỹ. Bột lúa mạch đen là một thành phần của bánh mì ở Trung Âu.
Bột ngũ cốc bao gồm một trong hai loại nội nhũ, mầm và cám với nhau (bột ngũ cốc nguyên hạt) hoặc của nội nhũ đơn thuần (bột tinh chế). Từ "meal" có thể khác nghĩa với "flour" là có kích thước hạt hơi thô (mức độ bắt đầu) hoặc đồng nghĩa với "flour"; từ này được sử dụng cả hai cách. Ví dụ, từ "cornmeal" (bột bắp) mang nghĩa chỉ kết cấu thô hơn trong khi "corn flour" (tinh bột bắp) có nghĩa là bột mịn,  dù không có ký hiệu đường phân chia được mã hóa.

## Từ nguyên học
Tên gọi trong tiếng Anh "flour" ban đầu là một biến thể của "flower" và hai từ đều bắt nguồn từ tiếng Pháp cổ fleur hoặc flour, trong đó có nghĩa đen là "hoa" và nghĩa bóng là "tốt nhất". Cụm từ "fleur de farine" có nghĩa là "phần ngon nhất của bữa ăn", vì bột là kết quả của việc loại bỏ các chất thô và không mong muốn từ hạt trong quá trình xay xát.

## Lịch sử

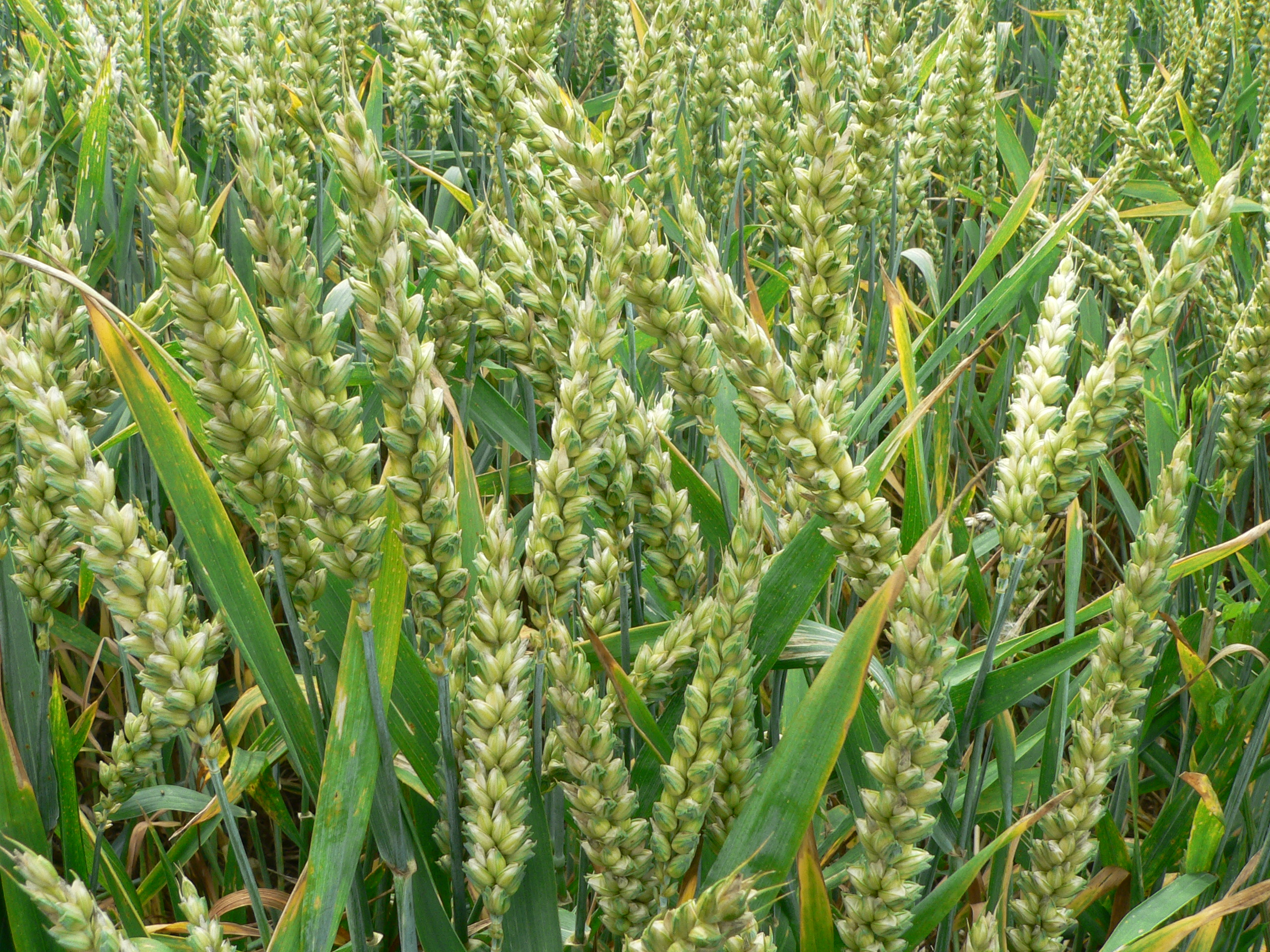
Một cánh đồng lúa mì trước khi thu hoạch.

Bằng chứng khảo cổ sớm nhất về hạt lúa mì được nghiền nát giữa các cối giã đơn giản để tạo ra bột có niên đại đến 6000 trước Công nguyên. Người La Mã cổ đại là những người đầu tiên xay hạt trên các cối xay hình nón. Năm 1879, vào đầu kỷ nguyên công nghiệp, nhà máy hơi nước đầu tiên được xây dựng tại London. Vào những năm 1930, một số loại bột bắt đầu được bổ sung các chất dinh dưỡng với sắt, niacin, thiamin và riboflavin. Vào những năm 1940, các nhà máy bắt đầu làm giàu bột mì và axit folic đã được thêm vào danh sách vào những năm 1990.

### Bột được tách mầm và xử lý nhiệt
Một vấn đề quan trọng của cuộc cách mạng công nghiệp là bảo quản bột mì. Khoảng cách vận chuyển và hệ thống phân phối tương đối chậm đã vướng phải vấn đề thời hạn bảo quản tự nhiên. Lý do cho thời hạn sử dụng hạn chế là các axit béo của mầm ngũ cốc, phản ứng ngay từ khi chúng tiếp xúc với oxy. Điều này xảy ra khi hạt được xay; các axit béo bị oxy hóa và bột bắt đầu bị ôi. Tùy thuộc vào khí hậu và chất lượng hạt, quá trình này mất sáu đến chín tháng. Vào cuối thế kỷ 19, quá trình này quá ngắn cho một chu kỳ sản xuất và phân phối công nghiệp. Vì vitamin, vi chất dinh dưỡng và amino acid hầu như hoặc hoàn toàn chưa được biết tới vào cuối thế kỷ 19, loại bỏ mầm bệnh là một giải pháp hiệu quả. Không có mầm, bột không thể bị ôi. Bột khử trùng trở thành tiêu chuẩn. Công việc tách mầm bệnh bắt đầu ở những khu vực đông dân cư và mất khoảng một thế hệ để đến được vùng nông thôn. Bột được xử lý nhiệt là bột mà trước tiên mầm được tách ra khỏi nội nhũ và cám, sau đó được xử lý bằng hơi nước, nhiệt khô hoặc lò vi sóng và trộn lại thành bột.
Cơ quan quản lý thực phẩm FDA đã được một số nhà sản xuất bột bánh quy báo cáo họ đã thực hiện việc sử dụng bột được xử lý nhiệt cho các sản phẩm "bột bánh quy chế biến sẵn" để giảm nguy cơ nhiễm vi khuẩn E. coli.

## Bột mì thương phẩm

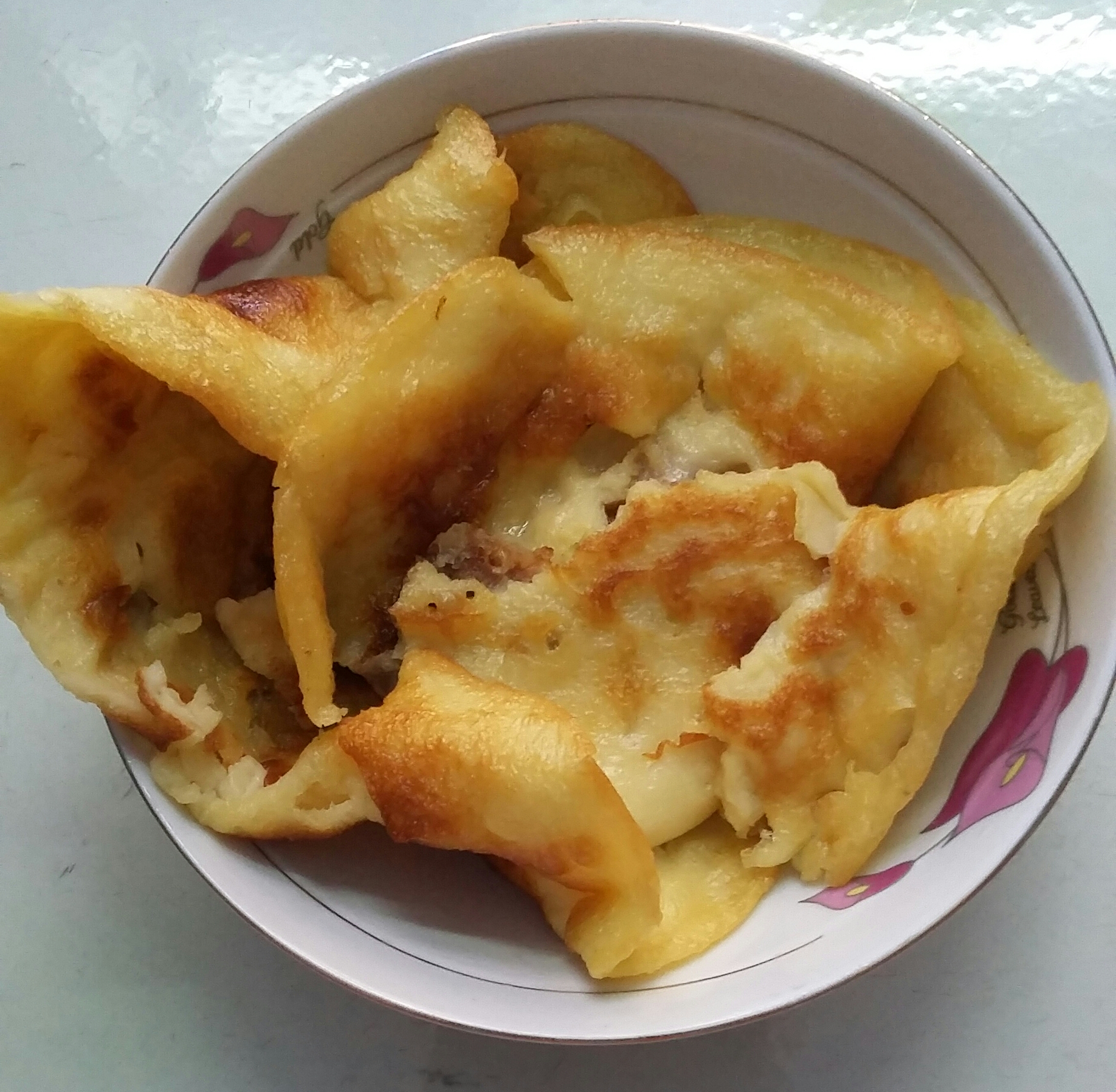
Một dĩa bột mì rán

- Độ axit của các axit béo không quá 50 mg KOH cần để trung hòa axit béo tự do trong 100g bột tính theo chất khô.
- Protein: hàm lượng protein không thấp hơn 7%, tính theo chất khô.
- Độ ẩm: độ ẩm của sản phẩm không vượt quá 15,5%.
- Cỡ hạt: Bột mì không nhỏ hơn 98% lượng bột lọt qua rây có kích thước lỗ 212 milimicron (N-70).
- Kim loại nặng: Trong bột mì không được phép có kim loại nặng với số lượng gây nguy hiểm cho con người.
- Dư lượng chất trừ sinh vật hại phải tuân thủ giới hạn tối đa cho phép theo quy định.